# Clara Zetkin

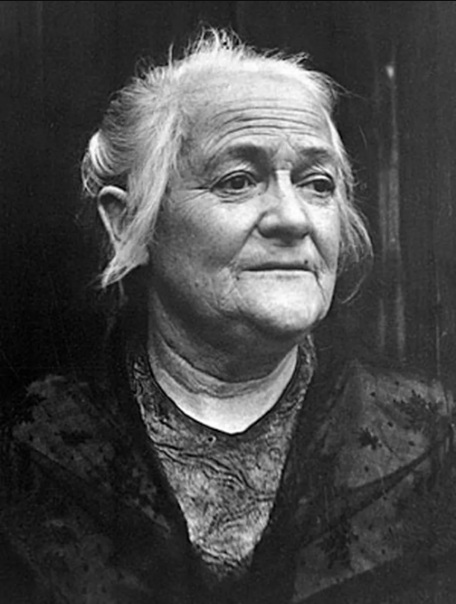
Clara Zetkin in 1923

Clara Zetkin (Wiederau, 5 juli 1857 – Archangelskoje, 20 juni 1933) was een Duits vrouwenrechtenactiviste. Zij was actief in de socialistische en communistische vrouwenbeweging.

## Ontwikkeling van het ideeëngoed

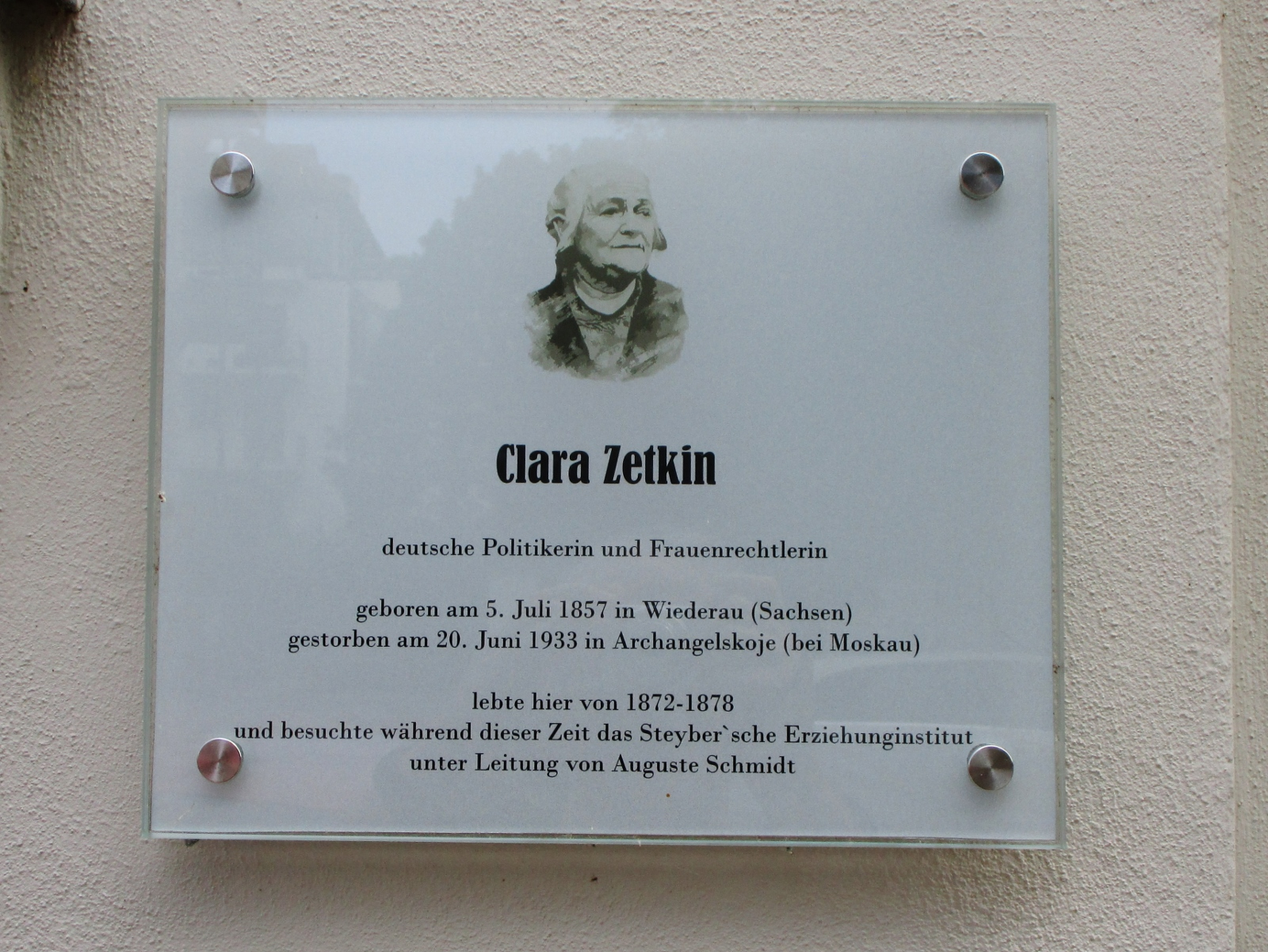
Gedenkplaat op voormalig woonhuis van Clara Zetkin in Leipzig

Ze werd geboren als Clara Eiszner, en groeide op als dochter van Gottfried Eißner, een dorpsonderwijzer en Josephine Vitale, een ontwikkelde vrouw uit Leipzig, in het negentiende-eeuwse conservatieve Saksen van voor de Duitse eenwording. Haar moeder verdedigde de standpunten dat vrouwen dezelfde rechten als mannen behoren te hebben en dat economische onafhankelijkheid noodzakelijk was voor vrouwen. Gedurende haar jeugd leerde ze al vroeg de zorgen van de arbeidersbevolking kennen en er werd thuis veel over de maatschappelijke toestanden gesproken. Tijdens haar opleiding tot onderwijzeres op een privéschool in Leipzig verkeerde zij in de kringen van de Russische emigranten, waar ze in aanraking kwam met het socialistische ideeëngoed, met name de geschriften van Karl Marx en Friedrich Engels. De Russische emigranten waren over het algemeen vooruitstrevende jonge mensen, die in Rusland tegen het tsarisme waren opgetreden en vervolgens verbannen waren. Zij leerde er haar toekomstige man kennen, de marxist en revolutionair Ossip Zetkin. In 1878 werd ze lid van de Sociaaldemocratische Partij van Duitsland.
In 1878 werd de sociaaldemocratische partij verboden als gevolg van de socialistenwet. Omdat Ossip Zetkin was betrapt bij het verspreiden van revolutionaire lectuur werd hij uit Duitsland verbannen en vertrok hij naar Parijs. In 1880 ontvluchtte Clara Duitsland ook en werkte als onderwijzeres achtereenvolgens in Oostenrijk, Zürich en Parijs, waar zij met Zetkin huwde. Deze werd ernstig ziek in 1886 en 1887 en bleef verlamd, waardoor zij alleen stond voor de verzorging en opvoeding van hun twee kinderen. Toch vond ze de tijd en energie om er de kringen van Paul en Laura Lafargue — schoonzoon en dochter van Karl Marx — van Jules Guesde en van Louise Michel op te zoeken. Ze was zeer actief in het politieke leven in Parijs. In 1889 stierf Ossip Zetkin.

## Strijd voor meer vrouwenrechten
In 1889 werd ze als vertegenwoordiger van de Berlijnse socialistische vrouwen afgevaardigd naar het stichtingscongres van de Tweede Internationale in 1889 te Parijs. Daar werd reeds een resolutie voorgesteld betreffende de vrouwen- en kinderarbeid, die de arbeidersbeweging de opdracht zou meegeven te strijden voor sociale wetgeving. Zij bevatte onder meer het verbod kinderen onder de veertien jaar te werk te stellen, en de arbeidsdag voor jongeren, zowel jongens als meisjes, van veertien tot achttien jaar te beperken tot zes uur per dag; verbod om vrouwen te laten werken in industrietakken, die bijzonder schadelijk waren voor haar gestel; afschaffing van nachtarbeid voor vrouwen en arbeiders onder de achttien jaar. Clara Zetkin verzette zich tijdens dit congres reeds tegen de opvatting — ook bij socialisten — dat vrouwenarbeid moest worden afgeschaft; in een vlammende rede pleitte zij voor de economische en sociale gelijkheid van de vrouw.
Na de opschorting van Bismarcks socialistenvervolging keerde Zetkin in 1890 naar Duitsland terug. Ze nam de organisatie van de sociaaldemocratische vrouwenbeweging in handen. Op dat ogenblik hadden vrouwen in Duitsland nog geen stemrecht, mochten ze geen lid zijn van de politieke organisaties, en het was hen gedeeltelijk verboden deel te nemen aan politieke bijeenkomsten. Eind 1891 gaf Zetkin het vrouwenblad van de Duitse sociaaldemocraten uit, Gleichheit, dat zij bleef leiden tot in 1917. Op het Internationaal congres van Zürich (1893) vertegenwoordigde zij weer de Duitse socialistische vrouwen. Naar aanleiding van haar verslag over de vrouwenarbeid werd een resolutie gestemd, waarin de eisen van 1889 opgenomen werden. Daarbij kwam nog de eis dat zwangere arbeidsters twee weken voor hun bevalling en vier weken erna niet zouden mogen werken.
Clara Zetkin wilde de socialistische vrouwenbewegingen van de verschillende landen dichter bij elkaar brengen — naar het voorbeeld van de Tweede Internationale zelf — om over de grenzen heen dezelfde doelstellingen te verdedigen. Zij slaagde erin de Eerste Internationale Conferentie der socialistische vrouwen te laten doorgaan te Stuttgart, in het kader van de congres van de Tweede Internationale in dezelfde stad in 1907. De conferentie kwam bijeen op 17 augustus. De redactie van Gleichheit werd het internationaal socialistisch vrouwenbureau, dat dus onder haar leiding kwam. Het grootste gedeelte van de debatten was gewijd aan het vrouwenkiesrecht. De daar gestemde resolutie eiste het stemrecht op voor iedere volwassen vrouw, zonder onderscheid van bezit, belastingplicht of vorming. Daarenboven verwierpen de socialistische vrouwen ieder samengaan met burgerlijke elementen.
Tijdens de tien daaropvolgende jaren, hamerde Zetkin voortdurend op de economische en politieke eisen van de vrouwen, stond zij een onderwijs voor waarin autoritarisme uitgesloten zou zijn, ontwikkelde zij projecten voor de verlichting van, huishoudelijke taken en de verdeling van verantwoordelijkheden tussen man en vrouw in het gezin. De breuk met de burgerlijke feministische beweging bleef bestaan. Nochtans werden nu en dan overeenkomsten tot gezamenlijke acties gesloten, bijvoorbeeld met betrekking tot het recht op zwangerschapsonderbreking of het stemrecht. Vanaf 1910 zouden beide vrouwenbewegingen trouwens deelnemen aan de Internationale Vrouwendag, die op Zetkins initiatief in het leven geroepen werd.
Van 26 tot 28 augustus 1910 ging de Tweede Internationale Conferentie der socialistische vrouwen door te Kopenhagen. De twee hoofdthema's waren het vrouwenstemrecht en de sociale voorzorg voor moeder en kind. Daar riep Clara Zetkin de socialistische vrouwen en meisjes van alle landen op om zo veel mogelijk op dezelfde dag te betogen tot het stemrecht afgedwongen zou zijn. Dergelijke manifestaties gingen vooral door tijdens de eerste week van maart. Sinds Kopenhagen hadden drie vrouwenconferenties plaats in Europa. In 1913 manifesteerden de socialistische vrouwen in Oostenrijk, Nederland en Zwitserland op 9 maart. Bijeenkomsten hadden reeds plaats gehad in Duitsland op 2 maart, en ook in Sint-Petersburg waren talrijke meetings gehouden op dezelfde tweede maart.

## Antimilitarisme

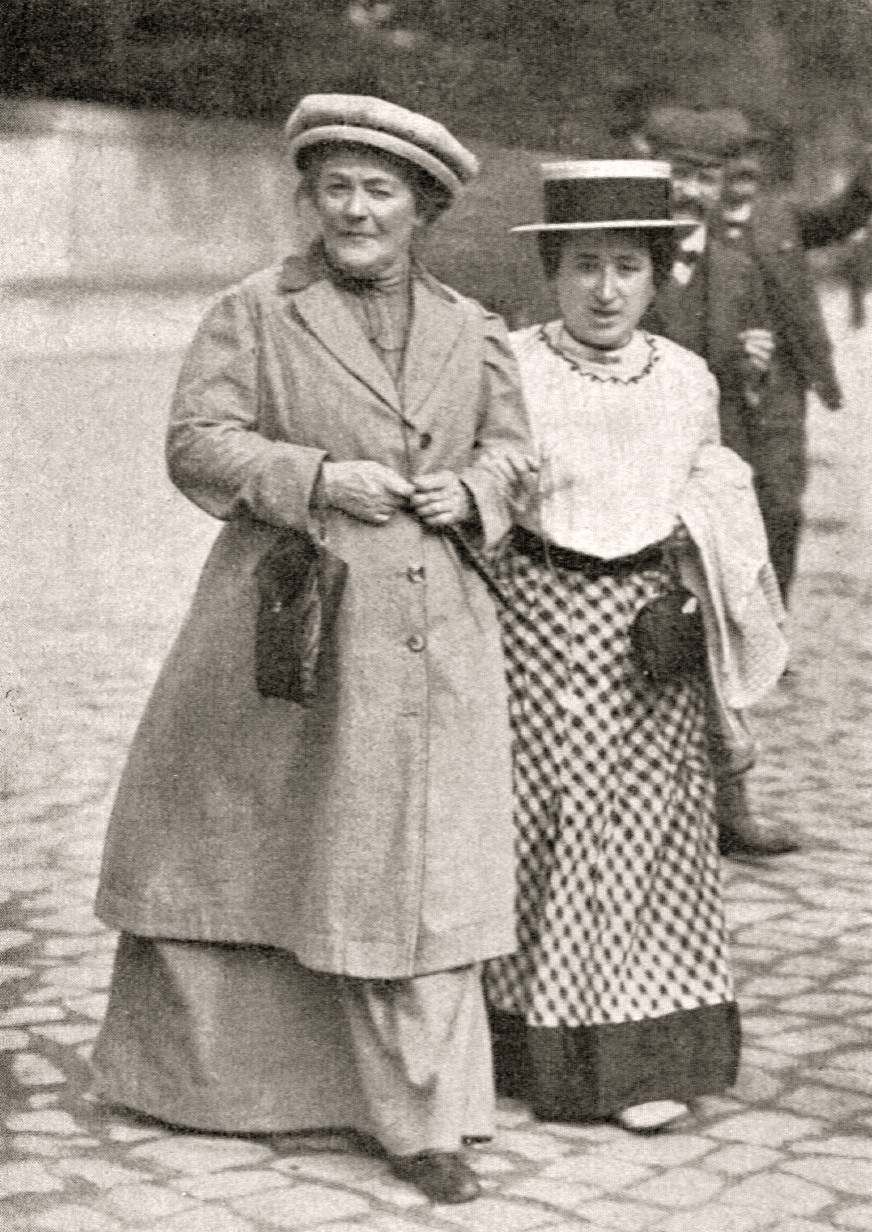
Clara Zetkin (links) en Rosa Luxemburg in 1910

In maart 1915 riep Clara Zetkin een internationale vrouwenconferentie bijeen in Zwitserland, gericht tegen de imperialistische wereldoorlog. In juli werd zij daarvoor in Duitsland gevangengenomen, op beschuldiging van poging tot verraad. Zij had onder meer ook door de socialistische vrouwen een 200.000-tal traktaten tegen de oorlog laten verspreiden in het Duitse rijk. In augustus 1916 nam zij deel met haar ploeg van Gleichheit aan de Hongeroptocht van de Duitse vrouwen. Ondertussen tekende zich meer en meer een scheuring af in de Duitse sociaaldemocratie. Clara Zetkin had politiek steeds ter linkerzijde van de partij gestaan. In 1905 en 1907 had zij de revoluties in Rusland met enthousiasme begroet. Ook zij geloofde — net als Rosa Luxemburg — in de politieke massastaking als een van de krachtigste wapens in de arbeidersstrijd. Op het Congres van de Tweede Internationale te Bazel in 1912 stak zij een scherpe rede af tegen de oorlogsdreiging, en riep zij de arbeiders op dit door krachtdadige politieke actie te verhinderen. Drie maanden voor het uitbreken van de oorlog richtte zij te Berlijn een grote internationale meeting in tegen het steeds toenemende oorlogsgevaar. Toen de Duitse parlementsleden voor — ook de socialistische — de oorlogskredieten stemden, behoorde zij samen met Rosa Luxemburg, Karl Liebknecht en Franz Mehring tot de tegenstemmers. Na haar vrijlating in 1916 werd zij door de partij verzocht haar hoofdredacteurschap van Gleichheit, het blad dat zij opgericht en gedurende bijna vijfentwintig jaar geleid had, te verlaten, omdat zij de politieke lijn van de partij niet meer volgde. De breuk was compleet toen zij in het openbaar haar solidariteit met de Russische revolutie van 1917 uitsprak. Zij verzorgde toen de redactie van de vrouwenbijlage van de Leipziger Volkszeitung en nam deel aan de illegale arbeid van de groep Internationale, die later de Spartakusbund werd.

## Overstap naar de Communistische Partij
Clara Zetkin ging met de linkervleugel van de Sozialistische Partei Deutschland over naar de nieuwe socialistische partij Unabhängige Sozialdemokratische Partei Deutschlands en in december 1918 behoorde zij tot de medeoprichters van de Kommunistische Partei Deutschlands. Zij vertegenwoordigde die partij in het Duits parlement vanaf 1920. En ook in die partij leidde zij energiek de vrouwenbeweging. Zij gaf opnieuw een vrouwenblad uit en vertegenwoordigde de vrouwen in de Communistische Internationale (Comintern), waar zij een plaats bekleedde in het uitvoerend comité. Zij zette zich sterk in voor de Internationale Rode Hulp, waarvan zij in 1925 de leiding kreeg.
Bijna geheel blind en totaal op, richtte zij in 1932, als Ouderdomsdeken van de Rijksdag, nog een ultieme oproep tot de republikeinse krachten in een parlement dat reeds overheerst werd door de nazi's.

## Overlijden
Clara Zetkin overleed twee weken voor haar 76e verjaardag in een sanatorium te Archangelskoje nabij Moskou. Haar as werd in een urn in de Kremlinmuur geplaatst, onder de belangstelling van honderdduizenden inwoners van de stad en talrijke vertegenwoordigers van de internationale arbeidersbeweging.

## Trivia

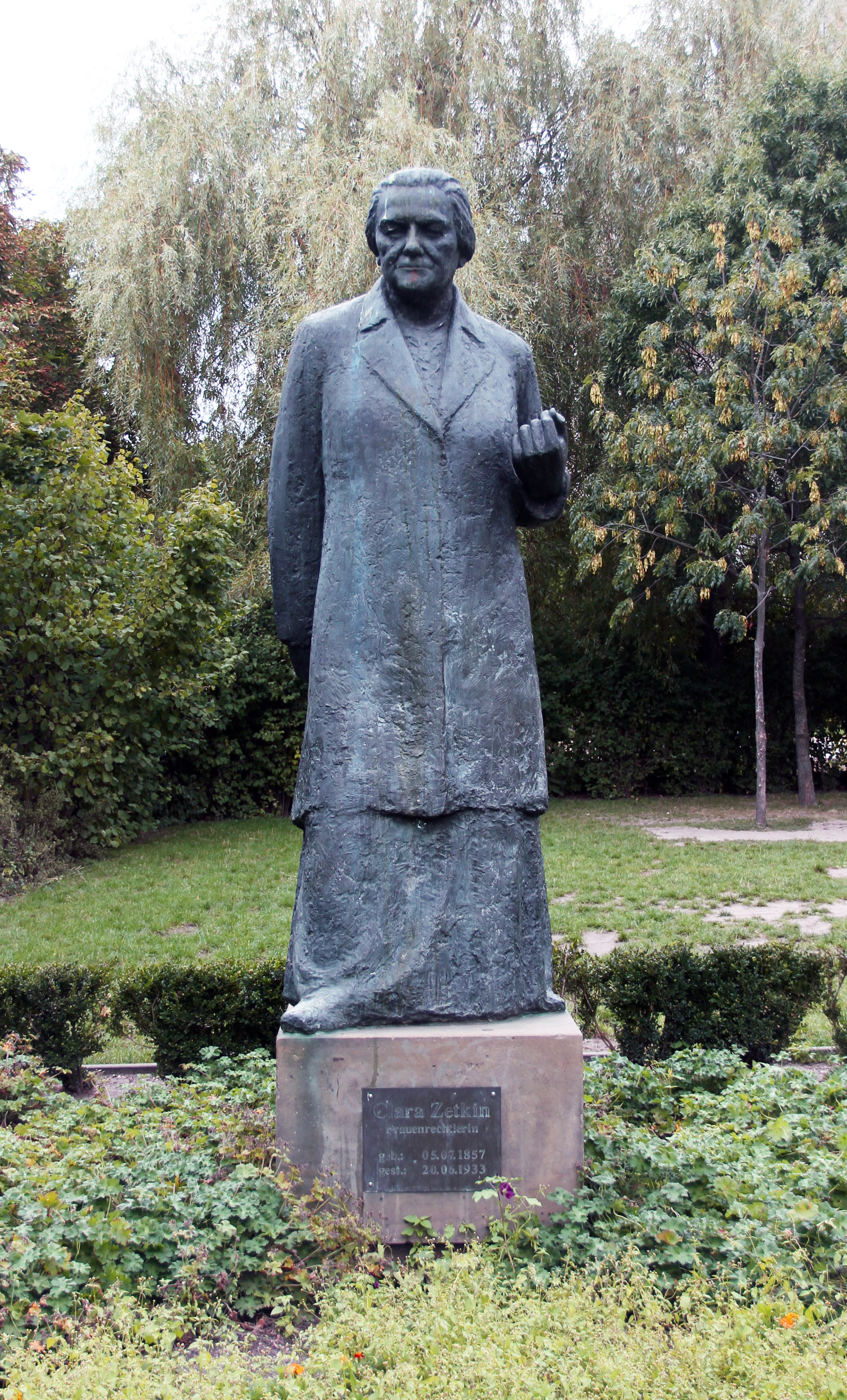
Standbeeld "Clara Zetkin" door Gerhard Thieme, 1999, Clara-Zetkin-Park, Berlin-Marzahn, Duitsland

- Clara Zetkin was een vriendin van de Zwitserse maatschappelijk werkster, communiste en schrijfster Mentona Moser (1874-1971).[1]
- Straatnamen: In Amsterdam kreeg Clara Zetkin een straatnaambord en een herdenkingsbord. Kadaster: in de buurt G-buurt West, in de wijk Bijlmer Oost. In Amsterdam is anno 2024 slechts 13% van de straatnamen vernoemd naar een vrouw. En zoals zo vaak bij vernoemde vrouwen is haar naam verkeerd gespeld in de lijst van straten Almelo Klara Zetkin, Duitse politica en pedagoge, met een K in plaats van haar C, kadaster: in de buurt Binnenstad Noord, in de wijk Binnenstad,

- Biblioteca Nacional de España: XX1400237
- Bibliothèque nationale de France: cb124771058 (data)
- Catàleg d'autoritats de noms i títols de Catalunya: 981058616577406706
- CiNii: DA00646381
- Gemeinsame Normdatei: 118636618
- International Standard Name Identifier: 0000 0001 2131 1500
- Library of Congress Control Number: n50061996
- Nationale Bibliotheek van Letland: 000048783
- Bibliotheek van het Japanse parlement: 00461812
- Nationale Bibliotheek van Tsjechië: jn19990009410
- Nationale Bibliotheek van Israël: 987007511779505171
- Nationale Bibliotheek van Polen: a0000001185050
- Nederlandse Thesaurus van Auteursnamen: 069036187
- Istituto Centrale per il Catalogo Unico: RAVV031221
- LIBRIS: 103613
- SNAC: w62266kh
- Système universitaire de documentation: 033967806
- Trove: 1089816
- Virtual International Authority File: 46861505